# 北美银行
北美银行（英語：Bank of North America）是一家私人银行，1781年5月26日由邦联议会通过其设立提案，1782年1月7日在费城开业。这基于1781年5月17日美国财政总监罗伯特·莫里斯所提计划，即创建第一家事实上的国家中央银行当该银行的股票被公开出售时，北美银行成为该国第一家首次公开募股的企业。1791年，美国第一银行继承了它的央行职责。

## 历史

### 国会特许

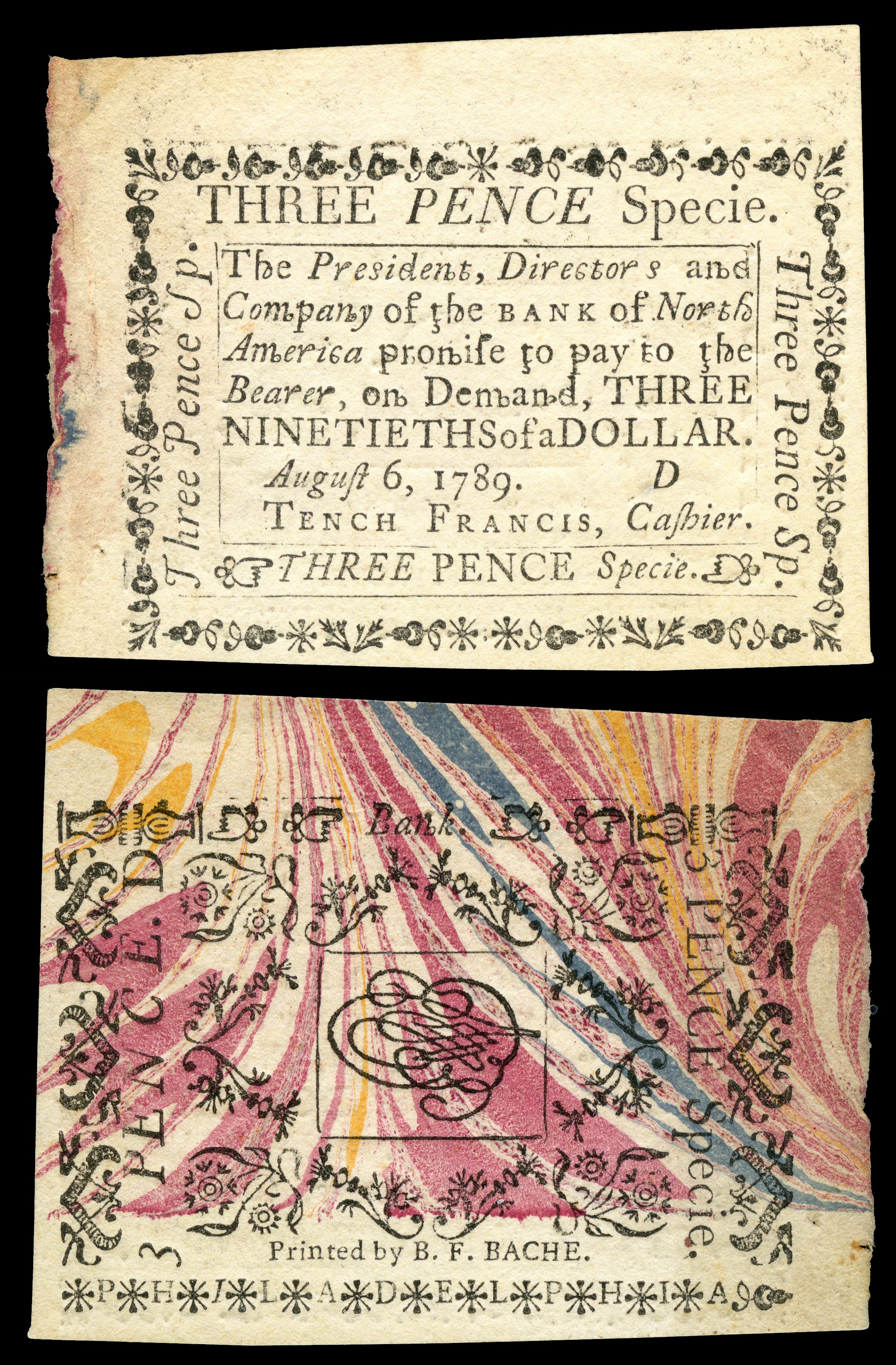
1789年8月6日，北美银行发行的3便士纸币。由在本杰明·富兰克林获得的大理石纹纸上印刷。

1781年5月亚历山大·汉密尔顿透露，他曾在去年夏天建议莫里斯担任美国财政总监一职，当时宪法的行政权正在得到巩固。第二，他开始为设立一家国家银行做提案。莫里斯就战争拨款问题与汉密尔顿进行过通信后，他立即根据汉密尔顿的建议起草了一份立法提案，并提交给国会。莫里斯说服国会特许成立北美银行，这是美国第一家私人商业银行。

### 1782年开业
1781年2月，当罗伯特·莫里斯成为财政总监时，大陆币已停止发行。1781年4月30日，亚历山大·汉密尔顿给莫里斯写了一封信。最初的特许状规定发行1000股股票，每股定价400美元。本杰明·富兰克林买了一股（股份比例为0.1%），作为对联邦党人和新银行的善意表示，汉密尔顿以自己的笔名（撰文）公开认可该机构。

#### 公开发行
威廉·宾厄姆的第一个女儿，安·路易莎·巴里，在银行开业的前一天出生，威廉·宾厄姆为自己购买了9.5%的股份。安·路易莎·巴里也是托马斯·威灵的孙女，威灵是费城银行的主要股东和原董事长。罗伯特·莫里斯利用法国的礼物/贷款为政府购买了63.3%的原始股份。罗伯特·莫里斯存下了大量的金币、银币和从荷兰和法国贷款获得的汇票。然后他发行了以这笔资金为保证金的新纸币。到1783年，国会和包括马萨诸塞州在内的几个州颁布了立法，允许美国人用北美银行发行的货币纳税。不到三年时间，该银行被认为是一家信誉良好的机构。

### 宾夕法尼亚银行
在1786年宾夕法尼亚州议会的政党更迭之后，北美银行于1787年在重新获得宾州州内经营特许，议会为其设置更为严格的限制条件，这将阻碍其履行作为中央银行的预期角色。1781年11月2日（从1782年1月7日开始运营），托马斯·威灵被任命为宾夕法尼亚银行第一任董事长，威灵任职到1791年3月19日，在那时他被任命为美国第一银行的三名初始委员之一。（在他后来于1791年10月25日当选美国第一银行第一任董事长前）
约翰·尼克松是宾夕法尼亚银行的第一任董事。莫里斯出资10000英镑。它不是一个普通意义上的银行，而是一个为军队提供资金的组织。1782年，北美银行取代了宾夕法尼亚银行。
从1792年到1808年，尼克松接替北美银行的第一任董事长托马斯·威灵，威灵随后成为美国第一银行的第一任董事长。尼克松的继任者是约翰·莫顿，莫顿一直担任董事长直到1822年。从1851年到1861年，威廉·弗雷德里克·哈维梅尔任董事长，并成功地度过了1857年的经济危机。1865年，在它成为一家国家银行之后，1908年，一位同名董事长主持了它的清算工作。
宾夕法尼亚银行于1793年根据宾夕法尼亚的特许状重新成立，并在匹兹堡、哈里斯堡、兰开斯特、兰开斯特、雷丁、伊斯顿开设分行。
在19世纪和20世纪，宾夕法尼亚银行最初的分行一直以各种其他名称在宾州开展业务，包括在被富国银行集团收购之前的宾夕法尼亚第一银行，作为瓦乔维亚、第一联合银行和核心州。
Wachovia（截至2012年11月）在S.6th和栗子STS的西北角经营一家分行。在费城对角对面的独立大厅，这是北美银行的原始站点。该分行在美国连续经营时间最长，自1781年以来一直在该地区经营。继富国银行集团收购Wachovia之后，富国银行集团采纳了PNB的特许，部分原因是该特许状是有史以来首次发布的国家银行特许。

## 领先

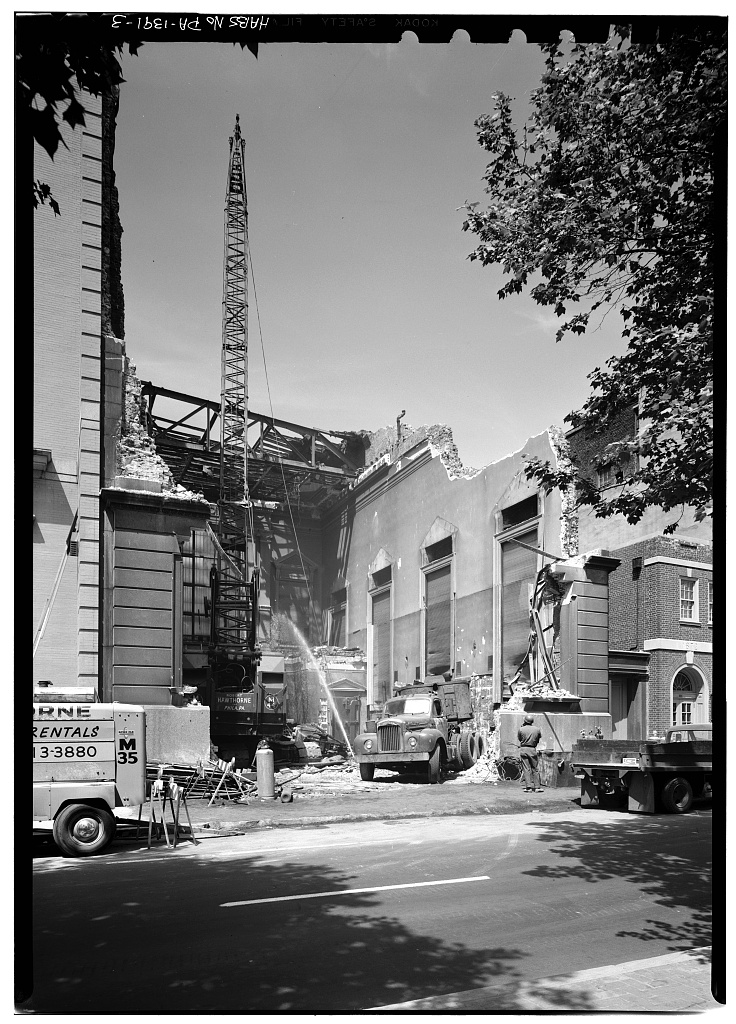
切斯特纳特街305–307号,正在拆除的北美银行大楼.

北美银行、美国第一银行和纽约银行是在纽约证券交易所交易的第一批股票。1837年3月8日，北美银行在加拿大的蒙特利尔和下加拿大开设了一家分支机构。